# サムナー (駆逐艦)
| 画像をアップロード |                                                  |
| 艦歴               |                                                  |
| 発注               |                                                  |
| 起工               | 1919年8月27日                                    |
| 進水               | 1920年11月27日                                   |
| 就役               | 1921年5月27日                                    |
| 退役               | 1930年3月29日                                    |
| その後             | 1934年6月12日にスクラップとして売却              |
| 除籍               | 1930年11月18日                                   |
| 性能諸元           |                                                  |
| 排水量             | 1,215トン                                        |
| 全長               | 314 ft 4 in (95.81 m)                            |
| 全幅               | 31 ft 8 in (9.65 m)                              |
| 吃水               | 9 ft 10 in (3 m)                                 |
| 機関               | ギアード・タービン、2軸推進、26,500 shp          |
| 最大速             | 35ノット (65 km/h)                               |
| 航続距離           | 4,900 nmi (9,100 km)（15ノット時）               |
| 乗員               | 士官、兵員130名                                  |
| 兵装               | 4インチ砲4門 3インチ砲1門 21インチ魚雷発射管12門 |

サムナー (USS Sumner, DD-333) は、アメリカ海軍の駆逐艦。クレムソン級駆逐艦の1隻。艦名は第一次世界大戦で活躍したアメリカ海兵隊大尉アレン・M・サムナーに因む。

## 艦歴
サムナーは1919年8月27日にカリフォルニア州サンフランシスコのベスレヘム造船で起工する。1920年11月27日にマーガレット・サムナーによって進水し、1921年5月27日に艦長D・B・ベアリー少佐の指揮下就役する。
4日後にサムナーは太平洋艦隊第49駆逐艦隊第13戦隊第2小艦隊に合流した。その9年の艦歴はおおむね平穏な時期であった。訓練、偵察巡航のルーチンから出動したのは4回のみであった。最初の出動は1924年、メキシコでオブレゴン政府に対する反乱発生時のアメリカ国民および権益の保護であった。1月14日、巡洋艦リッチモンド (USS Richmond, CL-9) がタンピコに派遣され、サムナーと他5隻の駆逐艦がオマハ (USS Omaha, CL-4) と共にベラクルスに派遣された。
1924年4月上旬にサムナーは西海岸での通常任務を再開し、1925年半ばまで同任務に従事した。1925年7月1日、サムナーは戦闘艦隊に加わり、軽巡洋艦からなる偵察戦隊の1隻として真珠湾を出航、オーストラリアおよびニュージーランドに向かった。部隊はサモアのパゴパゴ、オーストラリアのメルボルン、シドニー、ニュージーランドのオークランド、リトルトン、ウェリントン、ダニーデンを訪れた。艦隊は9月26日に西海岸に帰還し、サムナーは訓練および偵察任務を再開した。
1927年3月、サムナーは大西洋での艦隊演習に参加するためパナマ運河を通過した。この演習の間に北はマサチューセッツ州ボストンまで訪れ、その後6月に太平洋に戻った。1928年のハワイへの巡航および同海域での作戦活動参加後、西海岸に戻ると1930年まで通常任務に従事した。
1930年3月29日、サムナーはカリフォルニア州サンディエゴで退役し、11月18日に除籍された。その後も潜水艦乗員の宿泊船として、続いて構造物強度試験艦として1934年まで海軍で使用された。1934年6月12日、サムナーの船体はロンドン海軍軍縮条約に従って売却された。

## 参照
- この記事はアメリカ合衆国政府の著作物であるDictionary of American Naval Fighting Shipsに由来する文章を含んでいます。 記事はここで閲覧できます。